# Vincenzo Mattina
Vincenzo (Enzo) Mattina (Buonabitacolo, 29 luglio 1940) è un sindacalista e politico italiano, esponente del Partito Socialista Italiano, parlamentare europeo e parlamentare italiano. Attualmente è presidente di Quanta SpA e presidente di Ebitemp (ente bilaterale per il lavoro temporaneo).

## Biografia
Nel 1964 si laurea in giurisprudenza, presso l'Università degli studi di Napoli. Dal 1963 al 1984 assume vari ruoli nel sindacato dei metalmeccanici divenendo segretario nazionale della Federazione lavoratori metalmeccanici (FLM) e segretario confederale della Unione Italiana del Lavoro (UIL). È stato eletto alle elezioni europee del 1984, poi riconfermato nel 1989, per le liste del PSI.
È stato vicepresidente del gruppo parlamentare "Gruppo Socialista", membro della Commissione per i problemi economici e monetari e la politica industriale, della Delegazione per le relazioni con il Giappone, della Commissione per la politica regionale e l'assetto territoriale, della Commissione per la protezione dell'ambiente, la sanità pubblica e la tutela dei consumatori, della Delegazione per le relazioni con i paesi del Magreb. Nello stesso periodo è stato sindaco del comune di Buonabitacolo. Successivamente è stato parlamentare nazionale per una legislatura.
È uno dei primi a denunciare una "questione morale" nel PSI in occasione dell'Assemblea Nazionale del 15 luglio 1987, quando di fronte a una sala pressoché vuota, rivolto alla sedia vuota del segretario Bettino Craxi, Mattina disse: "Caro Bettino, se non vogliamo soltanto fare delle parole, dobbiamo affrontare la questione morale prima di tutto dentro il nostro partito". E aggiunse: "Diamo un'occhiata alle denunce dei redditi di molti nostri compagni, parlamentari e dirigenti. Con i redditi che vengono dichiarati, al massimo si mantiene una buona casa di livello medio-basso. Invece che cosa vediamo? Vediamo molti quadri del partito con case lussuose, magari pacchiane, ma lussuose. Con yacht da centinaia di milioni. Con ville al mare, ville in montagna, ville in collina. Con apparati personali costosissimi. Che cosa dobbiamo concludere? Che siamo tutti ereditieri? Che abbiamo sposato tutti mogli ricche? Ma è possibile che tutte le ragazze ricche sposino dirigenti di partito?".
Nel 1993, quando lo sfascio morale del Psi è noto, fonda Rinascita Socialista, che scioglierà poi nella Federazione Laburista (1995).
Alle elezioni politiche del 1994 viene eletto deputato con i Progressisti nel collegio uninominale di Sala Consilina; alle successive elezioni del 1996, ricandidato dall'Ulivo nel medesimo collegio, non risulta eletto.
Successivamente è vice presidente della Quanta SpA e presidente di Ebitemp. Nel 2008 aderisce al ricostituito Partito Socialista.